# Halfling
Halfling (do inglês half, que significa "metade") é um termo utilizado para se referir à raça fictícia hobbit, da saga O Senhor dos Anéis, ou raças de outras franquias que se inspiraram nesta mesma obra.
Os halflings são normalmente representados como indivíduos muito parecidos com humanos, exceto por sua altura diminuta. No entanto, se diferenciam dos outros seres fantásticos de similar estatura, os dwarves ("anões"), por serem menos robustos e não possuírem barbas tão proeminentes. Algumas características que também os destacam são suas orelhas levemente pontudas e seus pés grandes e peludos.

## Etimologia
Originalmente, o termo halfling vem da palavra escocesa hauflin, que quer dizer um adolescente rustico estranho, que não chega ser homem e nem garoto, e assim é metade dos dois. Outra provável origem do termo é hobbledehoyor, que abreviado torna-se hobby. Essas palavras são pré-datadas antes de O Hobbit e de Dungeons & Dragons, podendo levar em consideração a origem do nome da raça fictícia dada por J. R. R. Tolkien.

## Usos em obras de fantasia
Em O Senhor dos Anéis, J. R. R. Tolkien usava ocasionalmente o termo halfling para descrever os hobbits, já que possuem metade da estatura de um homem comum. Mais tarde, em outras obras de fantasia, a palavra se tornou um nome alternativo para raças baseadas nos hobbits, já que, por motivos legais, seu nome não pode ser utilizado comercialmente sem os devidos direitos.
Foi em Dungeons & Dragons que, após um processo judicial, halfling começou a ser usado como substituto para hobbit, permanecendo sem tradução para o português durante todas as quatro primeiras edições, até que, na 5ª edição, a raça recebeu o nome de "pequenino" , fazendo referência à primeira tradução oficial das obras de Tolkien, onde o termo foi traduzido por esta mesma palavra. Uma versão posterior da franquia de Tolkien, no entanto, adotou o termo "meão" , enquanto outras obras de fantasia escolheram traduções como "ananico"  ou até "metadílio" .
Algumas histórias usam a palavra halfling para descrever uma pessoa nascida de um dos pais humano e outro de raça diferente, ou seja, um "mestiço", com metade do sangue de uma raça e metade de outra, geralmente uma mulher humana e um elfo. Terry Brooks descreve personagens como Shea Ohmsford da sua série Shannara como um halfling de pais elfo-humanos. Esse tipo de personagem é, de modo geral, chamado de meio-elfo e é diferente da raça comum nos romances de fantasia, conhecida como halflings. Na série de novelas de Jack Vance, chamada Lyonesse, halfling é um termo genérico para seres como fadas, trolls e ogros, que são compostos de substâncias tanto mágicas como terrestres. Marion Zimmer Bradley também usa o termo halfling para o ser que tem como pais, um humano e um animal. Um exemplo é o romance A Filha da Noite.

## Dungeons & Dragons

### Sub raças
Halflings (Pequeninos), em Dungeons & Dragons, são uma raça jogável dividida em várias sub-raças:
•	Hairfoot Halflings foram baseados nos Pés-peludos (uma das três raças de hobbits) de Tolkien. Eram o padrão dos halflings nas primeiras edições do jogo. Obviamente copiados dos Pés Peludos de Tolkien, eles são parecidos com os hobbits da Terra Média, sendo uma raça de seres caseiros e de boa paz, com os pés peludos. Com o advento da Terceira Edição do jogo, eles foram trocados pelos halflings de pés leves.
•	Tallfellow Halflings  foram baseados nos Cascalvas (uma das três raças de hobbits) de Tolkien. São mais altos que os pés peludos ou pés leves, possuem menos cabelos e tom de pele mais claro, e preferem construir suas casas nas florestas. Sobreviveram às mudanças na Terceira Edição mais ou menos intactos.
•	Stout Halflings foram baseados nos Grados (uma das três raças de hobbits) de Tolkien. Menores mas mais parrudos que os pés peludos, stouts são bons artesãos. Na Terceira Edição foram renomeados como halflings das profundezas mas suas outras características permaneceram sem mudanças.
•	Furchin, ou halflings polares, são a mais rara das sub raças. Vivem nas regiões árticas e  podem ter pelos no rosto. Algumas mídias, incluindo a série de jogos Age of Wonders, se referem a eles como geladílios (frostlings). Nessa série, os halflings são uma raça de tendência bondosa enquanto os geladílios são de tendência imparcial.
•	Lightfoot Halflings, os halflings de pés-leves são a raça comum dos halflings na Terceira Edição. São diferentes dos halflings de Tolkien, sendo atléticos e oportunistas ambiciosos, embora tenham mantido seu amor ao conforto e à família. Eles diferem visualmente das figuras estereotipadas dos halflings; ao invés de ter as proporções compactas normalmente associadas aos hobbits e halflings, são delgados e graciosos de aparência, parecendo ginastas da raça humana em miniatura. .